# Rejepmyrat Agabaýew
Rejepmyrat Agabaýew, ros. Реджепмурад Агабаев, Riedżepmurad Agabajew (ur. 1 sierpnia 1973, Turkmeńska SRR) – turkmeński piłkarz, grający na pozycji napastnika, trener piłkarski. Posiada też obywatelstwo kazachskie od 2005.

## Kariera piłkarska

### Kariera klubowa
W 1990 rozpoczął karierę piłkarską w klubie Nebitçi Balkanabat, w którym występował przez 2 sezony. Potem po 3 latach w 1994 został piłkarzem Nisy Aszchabad. W 1999 wyjechał do Kazachstanu, gdzie bronił barw klubów Kajratu Ałmaty, FK Atyrau i Jesil-Bogatyr Petropawł. W 2006 powrócił do ojczyzny, gdzie zasilił skład Aşgabat FK. W 2008 przeszedł do Kaspija Aktau, w którym zakończył karierę piłkarza.

### Kariera reprezentacyjna
W latach 1997–2004 bronił barw narodowej reprezentacji Turkmenistanu.

## Kariera trenerska
Po zakończeniu kariery piłkarza rozpoczął pracę szkoleniowca. Najpierw w 2009 pomagał trenować Aşgabat FK. W latach 2010–2011 prowadził Balkan Balkanabat. W 2011 stał na czele Şagadamu Turkmenbaszy.

## Sukcesy i odznaczenia

### Sukcesy piłkarskie
Nisa Aszchabad
- mistrz Turkmenistanu: 1996, 1999
- zdobywca Pucharu Turkmenistanu: 1998

Kajrat Ałmaty
- zdobywca Pucharu Kazachstanu: 2001

### Sukcesy indywidualne
- król strzelców Mistrzostw Turkmenistanu: 1995, 1996, 1997/98
- król strzelców Mistrzostw Kazachstanu: 1999